# Varga Pincészet
A Varga Pincészet magyarországi pincészet.
Tulajdonosa Varga Péter, aki a rendszerváltás éveiben önálló vállalkozásokba kezdett, majd 1993-ban megvásárolta a Badacsonyi Állami Gazdaság badacsonyörsi pincészetét.„ Amikor lejöttünk ide a kérdés egyértelműen eldőlt” mondta V.P. Ekkor a legnagyobb nehézséget a 3 millió palackból álló raktár tartalmának eladása jelentette. Ugyanis ha nem sikerült volna eladni, a pincészet csődbe megy. Szerencsére a pincészet túlélte a vészterhes időket, és ma Magyarország legnagyobb, legkedveltebb, és piacvezető pincészete.
A kezdeti 400 000 palackos értékesítés után dinamikus fejlődés következett, 2005-ben a Varga Pincészet összesen több mint 9 millió palack bort és pezsgőt értékesített, valamint a palackos borok magyarországi piacán piacvezetővé vált közel 7 millió palackos forgalmával. 2015-ben 17,8 millió kilogramm szőlőt dolgoztak fel, és 14,2 millió palack bort értékesítettek, elsősorban a hazai piacon.2018-ban már 20,5 millió kilogramm szőlőt dolgoztak fel, 14,5 millió palackot adtak el. Ebben az évben 9 aranyérmet nyertek híres, nemzeti borversenyeken, ebből három volt nagyarany így megdöntötték az ország borversenyen elért összes eddigi rekordját.
Legnépszerűbb borai a Badacsonyi Olaszrizling, a Balatoni Szürkebarát, a Balatoni Zweigelt, a Balatoni Merlot és a Balatoni Kékfrankos. A családi pincészet termékei között természetesen megtalálhatóak olyan borkülönlegességek is, mint a Badacsonyi Kéknyelű és a késői szüretelésű Badacsonyi Olaszrizling, valamint itt készítik a Csabagyöngye szőlőből az év első primőr borát, mely minden évben, a szüret után Európában elsőként kerül az áruházak polcaira.